# تپه عزیزآباد چغا سفید
تپه عزیز آباد چغا سفید مربوط به مس و سنگ است و در شهرستان کرمانشاه، بخش مرکزی، دهستان بالادربند، ۴۰۰ متری شرق روستای چغا سفید واقع شده و این اثر در تاریخ ۲۶ اسفند ۱۳۸۷ با شمارهٔ ثبت ۲۵۶۴۶ به‌عنوان یکی از آثار ملی ایران به ثبت رسیده است.